# Major Miklós (szakíró)
Major Miklós (Alsószentmihály, 1933. május 19. – Szilágynagyfalu, 2010. május 21.) romániai magyar földrajzi szakíró.

## Élete és munkássága
Középiskolát Tordán és a kolozsvári 2. számú fiúlíceumban, a volt Unitárius Kollégiumban végzett 1952-ben, a Bolyai Tudományegyetemen földtan-földrajz szakos oklevelet szerzett 1956-ban. Szilágynagyfalu általános iskolájában tanárként dolgozott.
Első írását a Tanügyi Újság közölte 1958-ban. Mint Balogh Ernő, Török Zoltán, Tulogdy János tanítványa, a földrajzi, biológiai, mezőgazdasági ismeretek átadását a tanulók önálló kutatásra ösztönzésével kötötte össze. Megalapította iskolájában az adatgyűjtő földrajzkört 1958-ban, majd meteorológiai szakkört létesített 1976-ban, saját erőből felállított meteorológiai állomással, melynek a helyi mezőgazdaságban értékesíthető megfigyeléseit és a hozzákapcsolt úttörő pedagógiai módszert tanulmányban mutatta be Tudományosság és élményszerűség a gazdasági földrajz tanításában címmel a Tanügyi Újságban (1972/37).

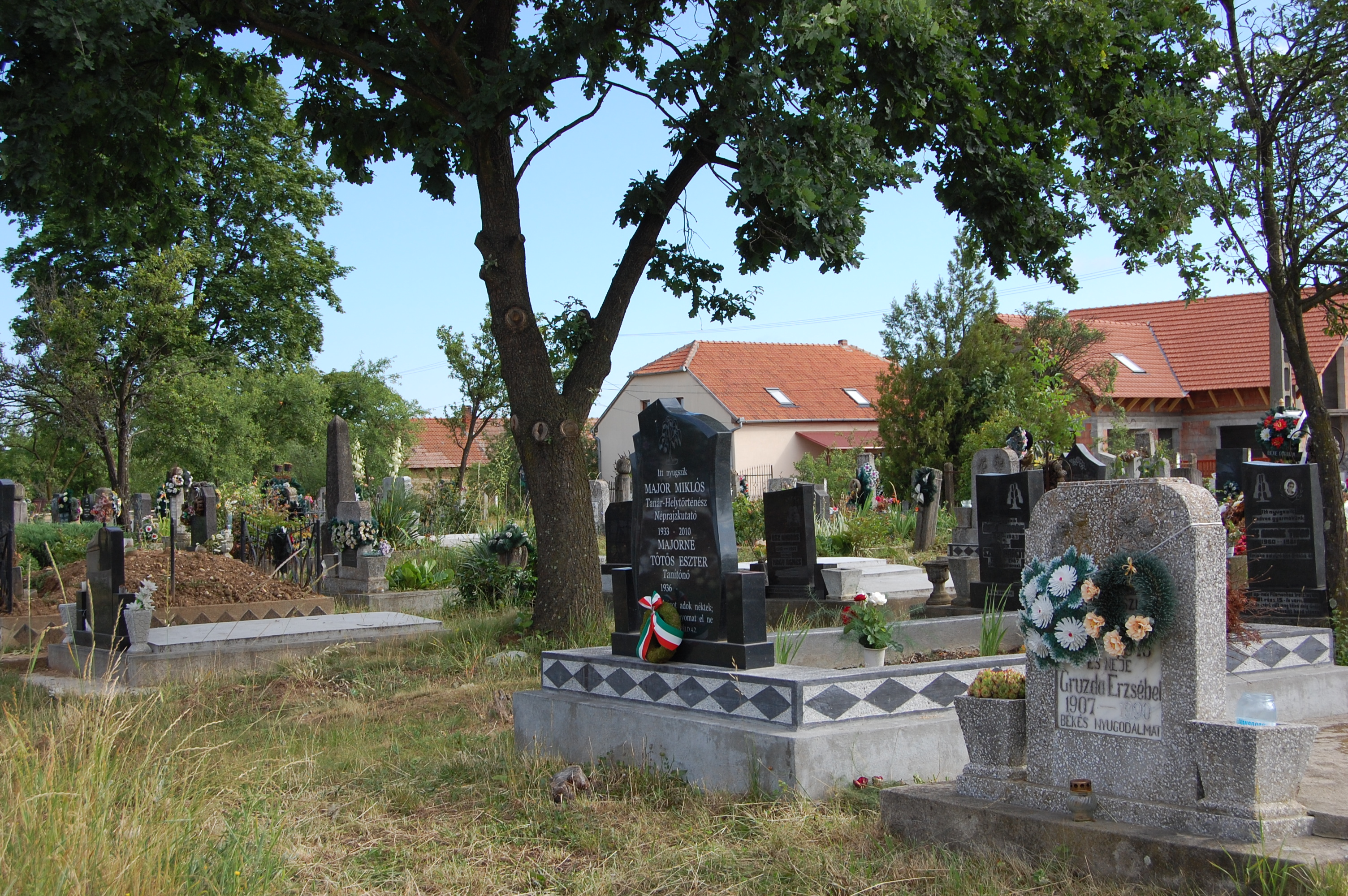
Major Miklós sírja Nagyfaluban

A Falvak Dolgozó Népe számára írt Mezőgazdasági kis meteorológia című 1973-as sorozata kutatásainak gyakorlati jelentőségére hívta fel a figyelmet. Cikkeit közölte románul a Terra, magyarul A Hét, egy tanulmánya a Korunkban (1977/3) A falvak társadalomföldrajzi kutatása címmel egy új falutípust szolgáló szociogeográfiai munkára serkent; saját szilágynagyfalusi és krasznai népismereti anyagával a Művelődés hasábjain, helyi és tájkutató eredményeivel a Népismereti Dolgozatok (1978) és Változó Valóság (1978) című gyűjteményekben is szerepelt.
1990 óta a Berettyó-vidék tájrajzának, népi értékeinek bemutatására a Szilágysági Szó, az Erdélyi Figyelő és Az Ige hasábjain jelentkezett. Egy munkája a népi bortárolásról a Berettyó-Felvidéken díjat nyert a budapesti Néprajzi Múzeum pályázatán (Budapest, 1990). A Skót Földrajzi Társaság meghívására tanulmányokat folytatott Skóciában.
Önálló munkája: Időjárás, éghajlat és a mezőgazdaság (1980).